# أربط
أربط هي قرية في مقاطعة أسكو، إيران. عدد سكان هذه القرية هو 442 في سنة 2006.